# پسران جذاب
پسران جذاب (انگلیسی: Charming Boys) یک فیلم کمدی موزیکال فرانسوی محصول ۱۹۵۷ به کارگردانی آنری دوکوا است.